# Percy Olivares
Percy Olivares Polanco (Lima, 5 de junio de 1968) es un exfutbolista peruano. Jugaba en la posición de lateral izquierdo, aunque hasta juvenil lo hizo de delantero derecho. 
Fue integrante de la Selección de fútbol del Perú. Jugó varias temporadas en diversas ligas europeas, latinoamericanas, y en Estados Unidos. Posteriormente a su retirada ha participado en programas de televisión.

## Trayectoria
Llegó al Sporting Cristal a mediados de 1983 para ser parte de los infantiles, hizo su debut a mediados del año 1987. Con el paso del tiempo Percy se ganó el titularato y el año 1988 obtiene su primer título nacional con la celeste bajo la conducción técnica de Alberto Gallardo luego de derrotar por 2-1 a Universitario en tiempo suplementario.
En el año 1989 juega su primera Copa Libertadores de América y luego fue convocado por primera vez para jugar con la Selección de fútbol del Perú en los eliminatorias mundialistas de Italia 1990. A mediados de 1989 obtiene el título del 1.er torneo Regional y a fines de ese año obtuvo el subcampeonato nacional.
En agosto de 1991 obtiene el título del 1.er torneo Regional luego de derrotar al Sport Boys donde enfrentó a su hermano Pedro. Jugó algunos partidos del 2.º torneo Regional y a mediados de septiembre fue transferido al Deportivo Cali de Colombia que lo dirigía Miguel Company. 
En Colombia solo jugó dos meses ya que el Deportivo Cali no clasificó a las instancias finales del torneo local. Percy regresa a Sporting Cristal y se proclama campeón nacional 1991 por segunda vez en su carrera luego de derrotar por definición de penales a Universitario por 7-6.
Jugó su tercera Copa Libertadores de América el año 1992 y a mediados de año salió al nuevamente exterior, esta vez contratado por el Núremberg de Alemania, solo pudo quedarse seis meses en Alemania por problemas con su representante.
En 1993 regresó al Sporting Cristal y jugó la Copa Libertadores, donde el equipo celeste llegó por primera vez hasta cuartos de final bajo el nuevo sistema de clasificación. A mediados del año 1993 viaja a España para jugar en el Tenerife (conjuntamente con José Del Solar) hasta mediados del año 1995.
Luego jugaría para Rosario Central, con el que ganó la Copa Conmebol 1995, asimismo pasó por el Fluminense (equipo con el cual desciende en la Serie A 1996), Cruz Azul (junto a su compatriota Juan Máximo Reynoso), PAOK Salónica FC y Panathinaikos FC de Grecia por dos temporadas.
En sus últimos años, ya en el Perú, juega en Universitario de Deportes y el año 2002 regresa nuevamente en su club que lo vio nacer, el Sporting Cristal. En la quincena marzo (luego del partido ante Nacional en Uruguay por Copa Libertadores) fue separado del club debido a problemas con el entrenador brasileño Paulo Autuori. 
Luego llegó a actuar en la MLS defendiendo los colores del Dallas Burn. Retorna una vez más al Sporting Cristal en agosto del año 2003 para jugar el torneo Clausura, a fin de año decide dejar el fútbol.
Luego de retirarse del fútbol, decide volver y juega en el Alianza Atlético de Sullana la temporada 2005. Después jugó en el FC Thun de Suiza en la temporada 2006 - 2007 donde termina su carrera.
En 2014 decide aceptar la propuesta de dirigir al FBC Aurora de Arequipa, en su campaña de la Copa Perú.

## Selección Peruana
Fue convocado a la Selección Sub-20 en 1987 que participó en Colombia, meses después al Preolímpico en Bolivia 1987.
Ha sido internacional con la Selección de fútbol del Perú en 83 ocasiones y ha marcado 1 gol. Participó en las Eliminatorias para la Copa Mundial de Fútbol de 1990, Eliminatorias para la Copa Mundial de Fútbol de 1994, Eliminatorias para la Copa Mundial de Fútbol de 1998 y Eliminatorias para la Copa Mundial de Fútbol de 2002. También participó en la Copa América de 1989, 1991, 1993, 1995 y 1999.

## Clubes

### Como jugador
| Club                        | País           | Año       |
| --------------------------- | -------------- | --------- |
| Sporting Cristal            | Perú           | 1987-1991 |
| Deportivo Cali              | Colombia       | 1991      |
| Sporting Cristal            | Perú           | 1991-1992 |
| 1. FC Nürnberg              | Alemania       | 1992      |
| Sporting Cristal            | Perú           | 1993      |
| CD Tenerife                 | España         | 1993-1995 |
| Rosario Central             | Argentina      | 1995      |
| Fluminense                  | Brasil         | 1996      |
| Cruz Azul                   | México         | 1997      |
| PAOK Salónica FC            | Grecia         | 1997-1999 |
| Panathinaikos FC            | Grecia         | 1999-2001 |
| Universitario de Deportes   | Perú           | 2001      |
| Sporting Cristal            | Perú           | 2002      |
| Dallas Burn                 | Estados Unidos | 2002-2003 |
| Sporting Cristal            | Perú           | 2003      |
| Alianza Atlético de Sullana | Perú           | 2005      |
| FC Thun                     | Suiza          | 2006-2007 |

### Como entrenador
| Club       | País | Año  |
| ---------- | ---- | ---- |
| FBC Aurora | Perú | 2014 |

## Palmarés

### Campeonatos nacionales
| Título           | Club             | País | Año  |
| ---------------- | ---------------- | ---- | ---- |
| Campeón Nacional | Sporting Cristal | Perú | 1988 |
| Campeón Nacional | Sporting Cristal | Perú | 1991 |
| Campeón Nacional | Sporting Cristal | Perú | 2002 |

### Copas internacionales
| Título        | Club            | País      | Año  |
| ------------- | --------------- | --------- | ---- |
| Copa Conmebol | Rosario Central | Argentina | 1995 |

## Televisión
Olivares concursó en el reality show de baile Bailando por un sueño en 2008, y el año siguiente en El show de los sueños. Ambos conducidos por Gisela Valcárcel.
Aunque no es su profesión, Percy aprovechó la popularidad que le dio su participación en los realities de baile, para incursionar como actor. Ha participado con cortos papeles en Magnolia Merino y Rita y yo y mi otro yo. Coprotagonizó la serie policial-cómica Broders.
En junio del 2015, Olivares incursionó como panelista del Bendito Programa Deportivo de las 12, que se emitía semanalmente por Latina TV de Lima, Perú.
Actualmente se encuentra de panelista en la cadena deportiva ESPN en Perú.